# Villafrati
Villafrati (Bellafrati o Villafrati in siciliano) è un comune italiano di 3 079 abitanti della città metropolitana di Palermo in Sicilia.
Si trova sulla direttrice di collegamento tra il capoluogo siciliano ed Agrigento, vicino a Rocca Busambra, lungo il corso del fiume Milicia.

## Storia
Le prime fasi di crescita del centro abitato ebbero inizio nel XVIII secolo grazie allo sviluppo di una masseria precedentemente esistente quale risultato di una serie di evoluzioni partite dall'epoca di primi insediamenti preistorici.
Questa ebbe l'avvio grazie alla concessione da parte della corona spagnola della licentia populandi (1602 circa).
L'abitato crebbe molto lentamente, tanto che dopo mezzo secolo dalla fondazione, erano presenti solo cinquecento anime e la parrocchia che guidava la comunità.
Il comune ebbe un forte impulso all'espansione grazie alla famiglia aristocratica dei Filangieri, i quali decisero di avviare le prime edificazioni significative, con la costruzione del quartiere Castello.
Villafrati si distinse, nel secolo immediatamente successivo, come paese produttore di gesso, con il proliferare dell'attività su base familiare.
Nel corso delle principali fasi dei flussi migratori del Novecento, la popolazione si trovò a subire una consistente riduzione alla quale ha però fatto seguito una forte espansione edilizia negli anni settanta, conseguente all'arrivo delle rimesse proprio dei migranti che avevano scelto di trasferirsi in America, in Svizzera e nel Nord dell'Italia nei decenni precedenti.

### Simboli
Lo stemma e il gonfalone del Comune di Villafrati sono stati concessi con decreto del presidente della Repubblica del 22 giugno 2005.
(D.P.R. 22.06.2005)
Il gonfalone è un drappo di bianco con la bordatura di verde.
Al centro, il blasone del ramo siciliano della famiglia Filangieri (di rosso, alla croce d'argento, caricata di nove campane, battagliate di nero). Il loro scudo, con privilegio di Carlo VI del 1720, fu accollato all'aquila bicipite dell'impero d'Asburgo-Austria.

## Monumenti e luoghi d'interesse
Il paese conserva la primigenia struttura a scacchiera e presenta ancora gli edifici originari nell'area del suo centro storico.
Particolarmente interessante sono il complesso palaziale settecentesco chiamato Baglio e la Porta dei Misteri all'ingresso della Chiesa Madre:
- il Baglio è un complesso edilizio costruito per scopi residenziali dalla famiglia dei Filangieri. È costituito da grandi ambienti, un tempo fastosamente ornate, circondato da tre corti. La corte principale, a pianta ovale, collega il corso, asse viario di maggiore importanza del paese, agli interni e i corpi destinati all'attività baronale con gli edifici dedicati alla servitù e con l'ingresso secondario di una costruzione adibita a teatro;
- la Porta dei Misteri è l'ingresso della Chiesa Madre. È costituita da sei pannelli in bronzo che recano narrazioni di eventi religiosi connessi alla storia del paese.

Altre interessanti costruzioni sono la chiesa della SS. Trinità, a navata unica, costruita sempre per volere dei Filangeri nel XVIII secolo, la chiesa di Sant'Antonio da Padova del 1745, la chiesa del Santissimo Crocifisso e la chiesa di Santa Maria e San Lorenzo (fatta edificare ai margini del paese dai baroni Di Stefano del feudo di San Lorenzo sul finire del XVIII secolo, nei pressi della quale si trova la Casina Di Stefano, dove il barone Antonino Federico Di Stefano ebbe la visita, nel settembre 1815, del suo amico Giovanni Meli, poeta siciliano).
Alcuni oggetti fittili, rinvenuti in una grotta del Monte Chiarastella, hanno dimostrato l'esistenza di una significativa colonia preistorica tanto da ipotizzare lo sviluppo successivo anche di un insediamento greco sulla sommità dello stesso.
Sempre sul rilievo sono presenti edifici palaziali in stile arabo destinati alle terme, i cosiddetti Bagni di Cefalà.
In altre zone del territorio si trovano ulteriori resti.

## Società

### Evoluzione demografica
Abitanti censiti

## Cultura
A Villafrati la cultura è essenzialmente teatro.
Un continuo susseguirsi di spettacoli anima, infatti, lo spazio teatrale che è stato ricavato all'interno del Baglio settecentesco.

### Tradizioni e folclore
A Villafrati è molto sentito il culto del SS. Crocifisso in onore del quale si svolge ogni anno la cunnutta di torci una sfilata di muli e cavalli bardati a festa che trasportano grano quale ringraziamento per la buona annata. I fantini, in segno di devozione, portano in mano ceri accesi decorati da mazzi di fiori.
La manifestazione, pur di carattere religioso, assume una notevole importanza nel suo legame con il culto di Cerere.

## Economia
L'economia del paese si fonda principalmente su attività legate all'agricoltura ed al settore terziario.
Le colture maggiormente redditizie sono quelle dei cereali.
La quantità di grano prodotto dalle aziende della zona può arrivare a 40-50 quintali per ettaro.
Diffuse anche le coltivazioni di vite, ulivo e mandorlo.

## Unioni di comuni
Villafrati ha costituito, insieme a Marineo, Cefalà Diana, Godrano e Bolognetta, una unione di comuni.
Essa ha l'obiettivo della condivisione delle risorse, della valorizzazione del territorio comune e dell'ottimizzazione dei servizi.

## Amministrazione
Di seguito è presentata una tabella relativa alle amministrazioni che si sono succedute in questo comune.
| Periodo          | Periodo         | Primo cittadino     | Partito              | Carica  | Note                                                                 |
| ---------------- | --------------- | ------------------- | -------------------- | ------- | -------------------------------------------------------------------- |
| 28 Febbraio 1994 | 13 Giugno 1994  | Francesco Valenti   | Socialisti Italiani  | Sindaco | Ex legge: Elezione per plebiscito all'interno del consiglio comunale |
| 11 giugno 1985   | 26 maggio 1990  | Ciro Cuccio         | Democrazia Cristiana | Sindaco | [ 8 ]                                                                |
| 14 giugno 1990   | 3 febbraio 1994 | Ciro Cuccia         | Democrazia Cristiana | Sindaco | [ 8 ]                                                                |
| 13 giugno 1994   | 25 maggio 1998  | Giuseppe Vitale     | lista civica         | Sindaco | [ 8 ]                                                                |
| 25 maggio 1998   | 27 maggio 2003  | Giuseppe Schimmenti | lista civica         | Sindaco | [ 8 ]                                                                |
| 27 maggio 2003   | 17 giugno 2008  | Giuseppe Vitale     | lista civica         | Sindaco | [ 8 ]                                                                |
| 17 giugno 2008   | 11 giugno 2013  | Giuseppe Scalzo     | centro-destra        | Sindaco | [ 8 ]                                                                |
| 11 giugno 2013   | in carica       | Francesco Agnello   | lista civica         | Sindaco | [ 8 ]                                                                |

## Infrastrutture e trasporti
Il Comune è interessato dalle seguenti direttrici stradali:
- Bis